# Katharinenheerd
Katharinenheerd je obec v německé spolkové zemi Šlesvicko-Holštýnsko, v zemském okrese Severní Frísko. V 2014 zde žilo 169 obyvatel.

## Poloha
Sousední obce jsou: Garding, Kotzenbüll, Tetenbüll, Tönning a Welt.